# Best Western Hotels & Resorts

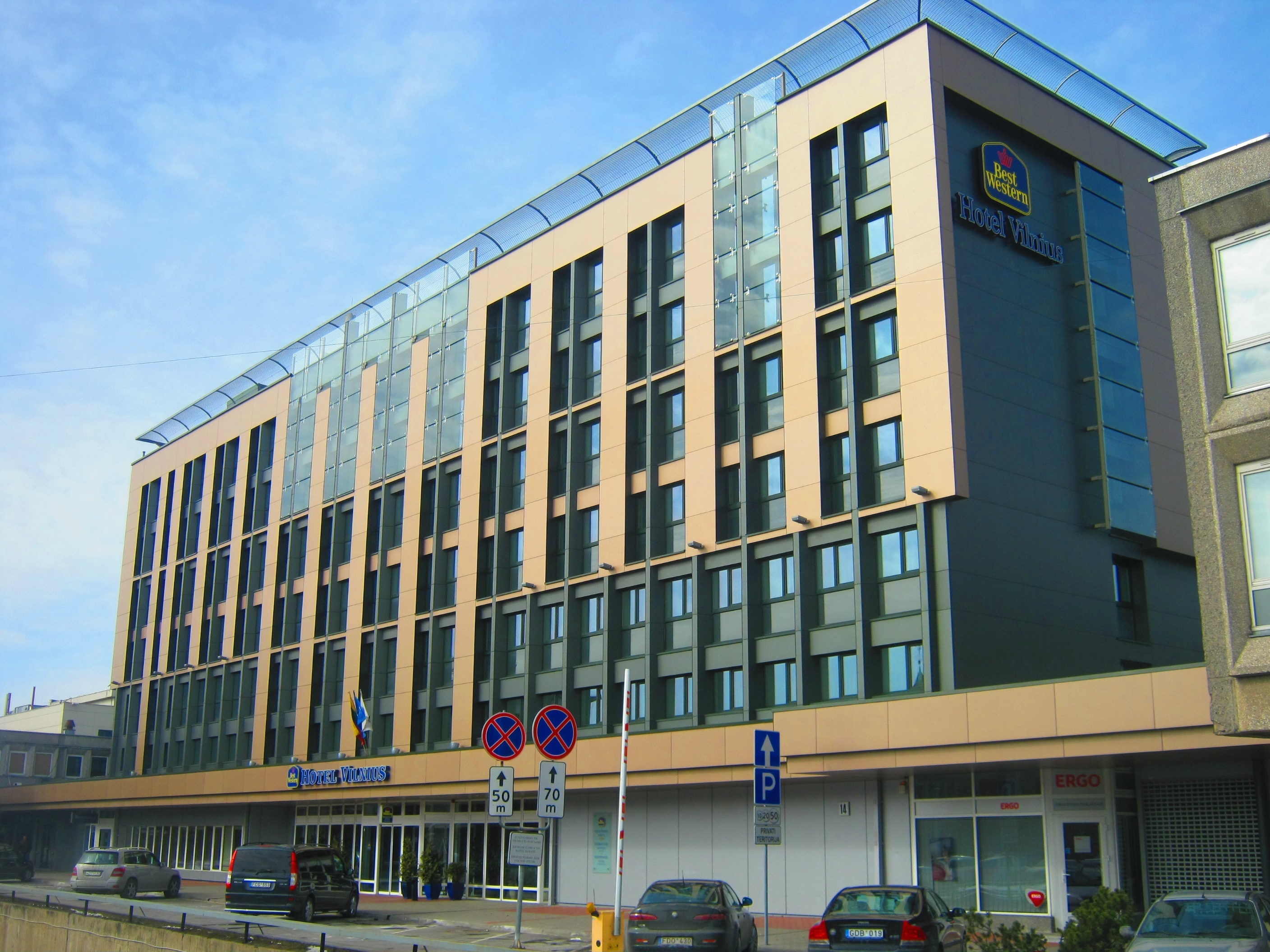
Hotel Best Western w Wilnie, fot. 2013 r.

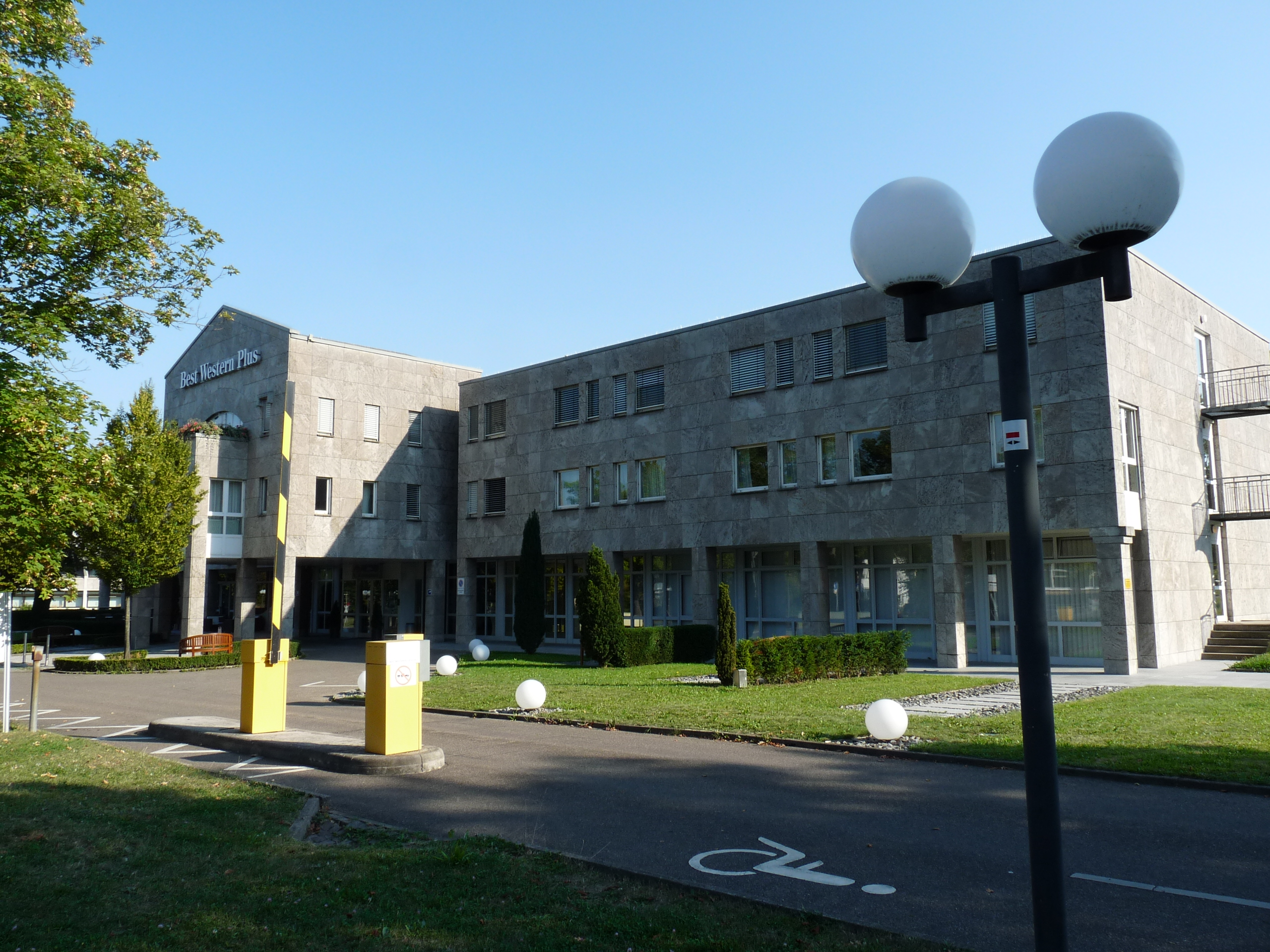
Hotel Best Western Plus w Fellbach, Niemcy, fot. 2016 r.

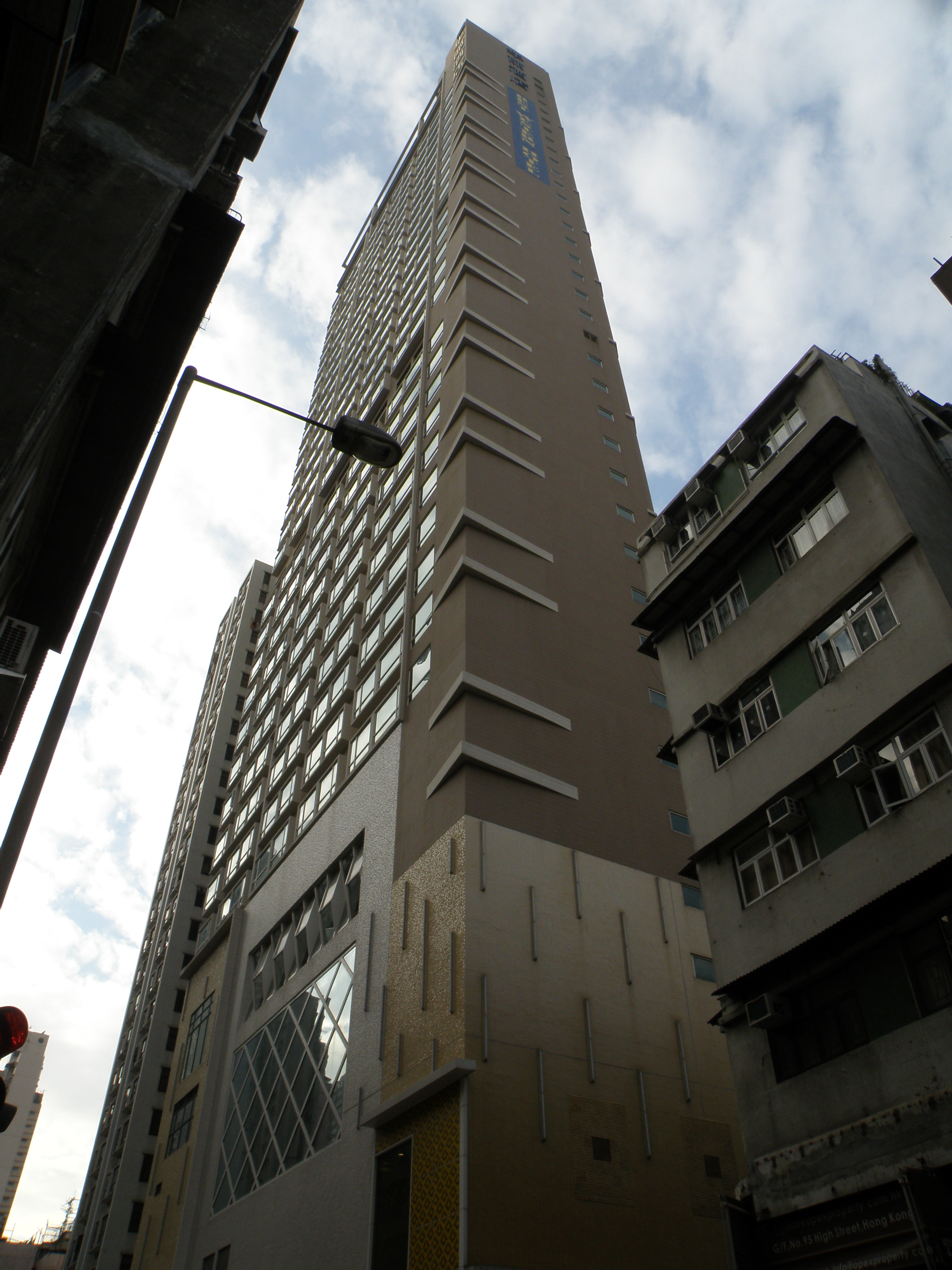
Best Western Hotel w Sai Ying Pun, Hongkong, fot. 2014 r.

Best Western Hotels & Resorts – trzecia na świecie pod względem wielkości grupa hotelowa z główną siedzibą w Phoenix w Stanach Zjednoczonych założona w 1946 r. Obecnie w obrębie marki działa ponad 4200 hoteli na całym świecie. 

## Historia powstania Best Western Hotels & Resorts
Grupę hotelową Best Western Hotels & Resorts założył Merile Key Guertin w 1946 r. – pośmiertnie wyróżniony miejscem w Hospitality Industry's Hall za wkład wniesiony dla branży.  Na początku swojego istnienia, sieć nazywała się Best Western Motels, a jej główna siedziba znajdowała się w Long Beach w Kalifornii. Best Western Motels zaczęła funkcjonować jako nieformalny związek pomiędzy hotelami,  z których każdy polecał podróżnym inne obiekty noclegowe będące członkami sieci. W 1962 roku, sieć Best Western Motels zaczęła używać wspólnego loga Best Western. Jego głównym motywem była korona otoczona liną. W 1966, po włączeniu do sieci Best Western Motels, grupy moteli położonych na wschód od rzeki Mississippi, sieć zmieniła nazwę na Best Western. Przeniosła też swoją siedzibę z Long Beach do Phoenix w Arizonie. Od 1975 roku sieć Best Western zaczęła ekspansję za granicą, także w państwach na innych kontynentach. Od tamtego momentu, z roku na rok, do sieci zaczęły przyłączać się hotele w krajach europejskich, m.in. Wielka Brytania, Austria, Francja, Szwecja, Szwajcaria, Niemcy, Dania, Włochy, Belgia, Finlandia, Holandia, Portugalia, a także Norwegia oraz kraje z innych części globu. W 1998 roku uruchomiony zostaje The Gold Crown Club International Program. Stworzony został z myślą o osobach często podróżujących w celach turystycznych i biznesowych. Po roku istnienia, The Gold Crown Club International Program liczył prawie 200 000 członków. W 2008 roku zmieniono nazwę programu na Best Western Rewards®.  W 2015 roku marka Best Western przeszła rebranding, a także dokonała zmiany w nazwie. Sieć Best Western International stała się siecią Best Western Hotels & Resorts. W nowym logo wykorzystano charakterystyczny dla marki niebieski kolor, a także autorską czcionkę, dzięki której logo zapada w pamięć i wygląda współcześnie.

## Sposób zarządzania hotelami
Sieć Best Western Hotels & Resorts to obecnie globalna grupa ponad 4200 hoteli mieszczących się w ponad 100 krajach i działająca pod jedną marką. Każdy z tych hoteli stanowi jednak niezależną własność. Zrzeszone hotele budują swą przewagę konkurencyjną, korzystając z efektu skali i rozpoznawalności marki. Wykorzystują i rozwijają know-how sieci, realizując jej standardy, szkoląc pracowników, organizując wspólne akcje marketingowe, eksploatując ujednolicone systemy informatyczne, rezerwacyjne, zakupowe i lojalnościowe. Działanie sieci Best Western Hotels & Resorts przypomina funkcjonowanie konsorcjum lub spółdzielni. Zrzeszone hotele korzystając z dużej rozpoznawalności marki i efektu skali, budują swoją przewagę konkurencyjną i realizują jej standardy. Obecnie, wszystkie hotele Best Western Hotels & Resorts objęte są wspólnymi systemami rezerwacyjnymi, zakupowymi i lojalnościowymi. Klienci hoteli Best Western Hotels & Resorts mogą za pomocą globalnej strony internetowej zarezerwować nocleg w hotelach Best Western na całym świecie lub zarejestrować się w programie lojalnościowym Best Western Rewards.

## Best Western Rewards
Best Western Rewards to program lojalnościowy dla często podróżujących turystów uznawany przez hotele Best Western na całym świecie. Jego działanie jest proste. Członkom programu przyznawane są punkty w zamian za noclegi realizowane w hotelach należących do sieci. Zdobyte punkty, każdy członek programu może wymienić na mile lotnicze, bezpłatne noclegi, a także wykorzystać je podczas zakupów lub w hotelowych restauracjach. Członkowie zyskują także dostęp do specjalnych ofert. W 2018 roku program Best Western Rewards obchodził 30. rocznicę istnienia na rynku. Od momentu inauguracji programu liczba członków wzrosła z 180 tys. do 37 mln.

## Marki Best Western
Na całym świecie w ramach Best Western Hotels & Resorts zrzeszonych jest ponad 4100 hoteli w ponad 100 krajach. Funkcjonują one pod 13 markami:
1. Best Western®,
2. Best Western Plus®,
3. Best Western Premier®,
4. Vīb®,
5. GLō®,
6. Executive Residency by Best Western®,
7. Sadie HotelSM,
8. Aiden HotelSM,
9. BW Premier Collection® by Best Western,
10. BW Signature Collection® by Best Western
11. SureStay® Hotel by Best Western®
12. SureStay Plus® Hotel by Best Western®
13. SureStay Collection® by Best Western®

## Hotele Best Western w Polsce
Hotele sieć Best Western można znaleźć w 13 miejscowościach w Polsce (stan na 30.05.2019 r.):
1. Białystok
2. Gdańsk
3. Katowice
4. Kielce
5. Kraków
6. Jurata
7. Olsztyn
8. Opole
9. Piotrków Trybunalski
10. Poznań
11. Sulejów
12. Warszawa
13. Wrocław

Sieć Best Western zrzesza w Polsce łącznie 19 hoteli (stan na 30.05.2019 r.):
1. Best Western Efekt Express Kraków Hotel
2. Best Western Grand Hotel
3. Best Western Hotel Cristal
4. Best Western Hotel Edison
5. Best Western Hotel Felix
6. Best Western Hotel Galicya
7. Best Western Hotel Jurata
8. Best Western Hotel Mariacki
9. Best Western Hotel Opole Centrum
10. Best Western Hotel Poleczki
11. Best Western Hotel Portos
12. Best Western Hotel Trybunalski
13. Best Western Plus Arkon Park Hotel
14. Best Western Plus Hotel Dyplomat
15. Best Western Plus Hotel Podklasztorze
16. Best Western Plus Kraków Old Town Hotel
17. Best Western Premier Hotel City Center
18. Best Western Premier Kraków Hotel
19. Best Western Prima Hotel Wrocław

## Wyróżnienia i nagrody
Aż 1974 hoteli marki Best Western Hotels & Resorts z całego świata w 2018 roku otrzymało certyfikat jakości serwisu TripAdvisor, osiągając tym samym najwyższy w historii marki poziom zadowolenia gości. Pięć z wyróżnionych obiektów działa w Polsce. Są to: Best Western Hotel Cristal, Best Western Plus Hotel Ferdynand Hotel, Best Western Plus Hotel Podklasztorze, Best Western Hotel Jurata oraz Best Western Plus Kraków Old Town. Dodatkowe wyróżnienie od portalu TripAdvisor w postaci miejsca w Galerii Sław, otrzymały hotele Best Western Hotel Cristal oraz Best Western Plus Hotel Ferdynand, które 5 lat z rzędu otrzymywały certyfikat jakości na tym portalu. 
Sieć Best Western Hotels & Resorts została wyróżniona miejscem w rankingu Fast Company dziesięciu najbardziej innowacyjnych firm w dziedzinie AR/VR w 2017 roku. Powodem tego wyróżnienia było umożliwienie odbycia wirtualnych wycieczek - Best Western Virtual Reality Experience, dzięki którym goście mogli zwiedzić hotele marki w Ameryce Północnej.
W 2018 roku, program lojalnościowy, Best Western Rewards (BWR®), zajął drugie miejsce w rankingu WalletHub,  który co roku tworzy zestawienie najlepszych programów lojalnościowych największych sieci hotelowych.